# Mayte Parra Almiñana
Maria Teresa Parra Almiñana, més coneguda com a Mayte Parra (Ibi, 15 d'octubre de 1966) és una advocada i política valenciana, que fou alcaldessa d'Ibi (l'Alcoià) des del 2003 fins al 2013.
Parra es llicencià en dret a la Universitat d'Alacant i en Ciències Polítiques a la Universitat Miguel Hernández d'Elx. Militant del Partit Popular (PP), fou diputada a les Corts Valencianes a la VIIa Legislatura (2007-2011) i a la VIIIa entrà en substitució de César Augusto Asencio des del 14 de setembre de 2011.
El maig de 2012 protagonitzà una trifulca amb el diputat d'EUPV Ignacio Blanco després que aquest la citara a la seua intervenció parlamentària a una llista de diputats del PP imputats i investigats per la justícia. Parra l'acusà de mentir i calumniar mentre companys del seu partit l'aturaven i contenien.
El 2013 va haver de deixar el càrrec per evitar una possible moció de censura que desbanqués el seu partit de l'equip de govern, enmig d'una gran tensió política després que l'equip municipal fos esquitxat per diferents acusacions corrupció, en el conegut cas AVE. Anys després, el 2021 el fiscal va demanar el sobreseïment de la causa contra diverses persones pel presumpte delicte de prevaricació en el 'cas Ave', entre elles Miguel Ángel Agüera, president local del PP i membre del consistori de Parra.
Després de la dimissió, va continuar essent diputada a les Corts Valencianes. El 2015 Parra va defensar vehementment a les Corts el rebuig del PEE, (amb majoria absoluta), a una proposició no de llei impulsada per Esquerra Unida (EUPV), amb el suport de la resta de l'oposició, per declarar el 2015, als 20 anys de la seva mort, "Any Ovidi Montllor", argumentant que ja havia rebut moltes distincions i que rera la proposta hi havia la Xarxa de Casals i Ateneus dels Països Catalans.
El desembre de 2015, quan era aforada com a diputada a les Corts Valencianes, el Tribunal Superior de Justícia de la Comunitat Valenciana va rebre una querella contra Mayte Parra per corrupció urbanística, la qual va ser arxivada el febrer de 2016.